# The Clarion
The Clarion è un film muto del 1916 diretto da James Durkin. La sceneggiatura si basa sull'omonimo romanzo di Samuel Hopkins Adams pubblicato a Boston nel 1914.

## Produzione
Il film fu prodotto dalla Equitable Motion Pictures Corporation.

## Distribuzione
Il copyright del film, richiesto dalla Equitable Motion Pictures Corp., fu registrato il 12 febbraio 1916 con il numero LU7635.
Distribuito dalla World Film, il film uscì nelle sale cinematografiche statunitensi il 31 gennaio 1916.
Non si conoscono copie ancora esistenti della pellicola che viene considerata presumibilmente perduta.